# Sammy Lee
Sammy Lee, född 7 februari 1959 i Liverpool, är en engelsk fotbollstränare och före detta professionell spelare (mittfältare). Lee är kanske mest känd för sin tid som spelare i Liverpool FC på 1970- och 1980-talet då han vann ligan tre gånger (1982, 1983 och 1984), Europacupen två gånger (1981 och 1984) och spelade totalt 295 matcher för klubben. I början på 1980-talet spelade Lee 14 matcher och gjorde 2 mål för det engelska landslaget.
Lee värvades till Liverpool 1976 och skrev då på ett lärlingskontrakt med klubben. Han debuterade för laget i en match mot Leicester City den 8 april 1978. 1986 lämnade Lee Liverpool då skador och sviktande form gjorde att han hade svårt att hålla en plats i startelvan. Mellan 1986 och 1991 representerade han sedan Queens Park Rangers, Osasuna, Southampton och Bolton Wanderers innan han avslutade spelarkarriären. 
Han startade sin tränarkarriär 1993 då Liverpools dåvarande manager Graeme Souness erbjöd honom ett jobb som hjälptränare i laget. Lee var sedan bland annat huvudtränare för Liverpools reservlag och hjälptränare i A-laget innan han blev anställd som hjälptränare under Sven-Göran Eriksson i det engelska landslaget 2004. 2006 blev han sedan assisterande tränare åt Sam Allardyce i Bolton Wanderers och året efter tog han även över jobbet som manager i klubben. Efter att klubben bara vunnit tre av sina fjorton första matcher med Lee som tränare fick han dock sparken. Han återvände till Liverpool som assisterande tränare åt Rafael Benítez sommaren 2008.
När Liverpools officiella hemsida med hjälp av klubbens supportrar 2006 sammanställde listan "100 Players Who Shook The Kop", en lista över de 100 spelare som gjort störst avtryck på supportrarna, hamnade Lee på plats 47.